# Comuna Velika Kopanica, Slavonski Brod-Posavina
Velika Kopanica este o comună în cantonul Slavonski Brod-Posavina, Croația, având o populație de 3.308 locuitori (2011).

## Demografie
Componența etnică a comunei Velika Kopanica
     Croați (99,46%)
     Necunoscut (0,06%)
     Neclasificat (0,42%)
Componența confesională a comunei Velika Kopanica
     Catolici (99,03%)
     Necunoscută (0,51%)
     Alte religii (0,45%)
Conform recensământului din 2011, comuna Velika Kopanica avea 3.308 locuitori. Din punct de vedere etnic, majoritatea locuitorilor (99,46%) erau croați. Apartenența etnică nu este cunoscută în cazul a 0,06% din locuitori. Din punct de vedere confesional, majoritatea locuitorilor (99,03%) erau catolici. Pentru 0,51% din locuitori nu este cunoscută apartenența confesională.